# دی هاوکز
دی هاوکز (به هلندی: De Haukes) یک منطقهٔ مسکونی در هلند است که در هولاندس کرون واقع شده‌است. دی هاوکز ۱۶۸ نفر جمعیت دارد.